# David Myrie
David Myrie Medrano (Puerto Viejo de Talamanca, 1º giugno 1988) è un ex calciatore costaricano, di ruolo difensore.

## Carriera

### Club
Myrie iniziò la carriera con la maglia degli spagnoli del Cadice. Giocò poi nel Barbate, prima di tornare in patria. Totalizzò 12 apparizioni nel Puntarenas nel campionato 2007-2008 e 16 nell'Alajuelense nel 2008-2009. Fu poi messo sotto contratto dagli statunitensi del Chicago Fire, dove però non collezionò alcuna presenza in squadra.
Fu poi selezionato al MLS SuperDraft 2009 dal Philadelphia Union. Il 30 marzo 2010, nonostante avesse giocato la prima partita stagionale, fu svincolato dalla squadra.
Tornò poi al Limón, formazione costaricana per cui giocò a livello giovanile. Il 2 agosto 2011 firmò per i norvegesi del Fredrikstad. Il 21 agosto debuttò nella Tippeligaen, sostituendo Jan Tore Ophaug nella sconfitta per 3-1 sul campo del Tromsø, dove andò anche a segno. A fine anno tornò al Limón.

### Nazionale
Myrie giocò il Mondiale Under-20 2007 con la sua nazionale. Partecipò anche alla Coppa Centroamericana 2011, con la selezione maggiore.

## Palmarès

### Club

#### Competizioni nazionali
- Campionato costaricano: 3

Herediano: Verano ProGol 2013, Verano JPS 2015, Verano 2016